# 鹿児島南海鉄道

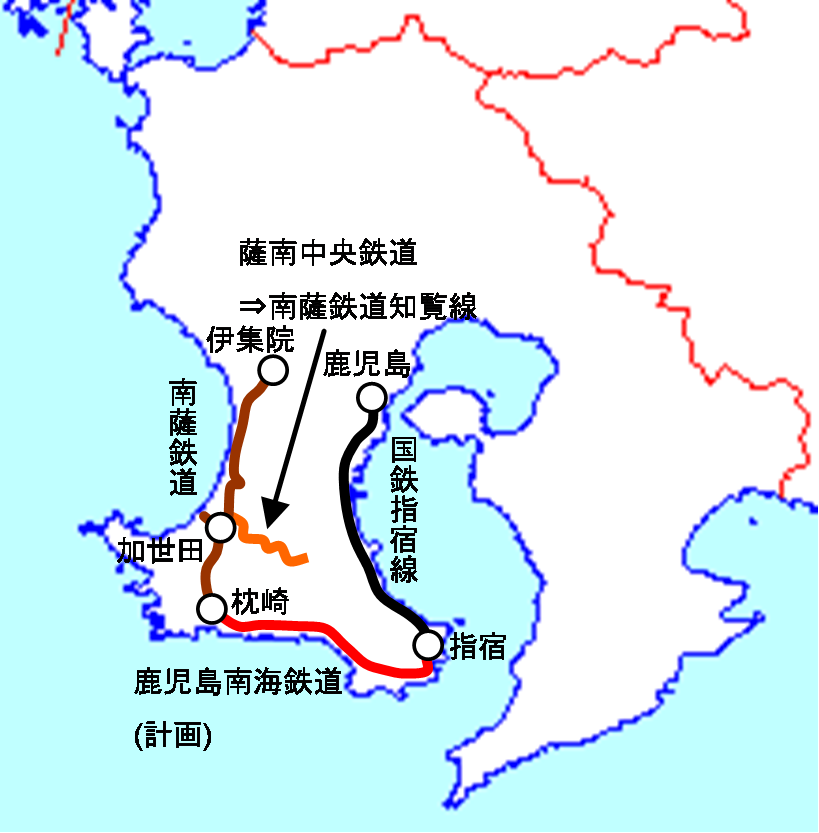
鹿児島南海鉄道の計画路線（赤線）

鹿児島南海鉄道（かごしまなんかいてつどう）は、昭和初期に鹿児島県で川辺郡枕崎町（後の枕崎市）と揖宿郡指宿村（後の指宿市）を結ぶ鉄道の建設を計画しながら未成に終わった鉄道事業者である。

## 背景
国による鉄道建設計画を示した鉄道敷設法（1922年（大正11年）の改正鉄道敷設法）では薩摩半島における鉄道建設について、大正時代の法改正時点で既に完成していた南薩鉄道（後の鹿児島交通）枕崎線の伊集院 - 加世田間を除く、西鹿児島（後の鹿児島中央駅）から指宿・枕崎を経由して加世田へ至る薩摩半島一周鉄道が示されていた（第127号）。昭和初期になると、この計画に基づく鉄道の建設が順次進められていくことになった。
まず西海岸を南薩鉄道枕崎線が加世田から延伸して、1931年（昭和6年）3月10日に枕崎まで開通した。また東海岸では鉄道省の指宿線（後の指宿枕崎線）が1934年（昭和9年）12月19日までに指宿まで開通した。その2路線の建設と同時期に、残る南海岸の指宿 - 枕崎間を結ぶことを計画して設立されたものが鹿児島南海鉄道である。
なお、近畿地方で鉄道事業を営んでいた南海鉄道（現・南海電気鉄道）とは一切無関係である。

## 設立
薩摩半島において実際に設立された他の私鉄である南薩鉄道・薩南中央鉄道は、どちらも地元の関係者が中心となって設立されたものであった。これに対して鹿児島南海鉄道は、主に東京や横浜の資本家が中心となって設立し、これに地元の出資を求めるという形態を採った。鉄道敷設法の予定線上にあることから、将来的な国による買収を見込んだ計画であったとされる。
鉄道営業免許の申請は、両端に鉄道が伸びてくる以前の1927年（昭和2年）2月になされ、翌1928年（昭和3年）2月13日に免許が交付された。延長は25マイル65チェーン（約41.5km）とする資料と、28マイル65チェーン（約46.4km）とする資料がある。軌間は国鉄と同じ1,067mm（狭軌）となっていた。資本金は300万円とされ、そのうち100万円は地元に出資を求めることになっていた。

## 解散
地元としてはこの鉄道に大いに期待し、多大な支援活動を行おうとした。しかし、昭和初期の景気悪化などを受けて資本金は30万円しか集まらなかった。このため1932年（昭和7年）7月に会社解散を決議して、鉄道敷設免許は失効することになり、未成線となった。

## その後
国鉄指宿線（現・JR指宿枕崎線）は1936年（昭和11年）3月25日に指宿から1駅だけ延伸して山川に到達し、指宿・山川と枕崎を結ぶ国鉄バスが運行されるようになった。第二次世界大戦後、この間にある頴娃村（後に頴娃町を経て南九州市）は熱心に鉄道延伸運動を展開し、1948年（昭和23年）には村長が上京して陳情を行い、1953年（昭和28年）2月に鉄道建設審議会で建設が採択された。同年12月国会で承認され、1957年（昭和32年）1月に着工して、1960年、1963年の2回に渡る延伸で指宿枕崎線として枕崎まで全通した。これにより、鹿児島南海鉄道が免許を取得した区間は全て国鉄の路線として建設・開通することになり、薩摩半島一周鉄道が完成した。
しかしその後1984年（昭和59年）に鹿児島交通枕崎線が廃止となり、薩摩半島一周鉄道は再び欠けた状態となって現在に至っている。